# Hessens lantdag
Hessens lantdag (tyska: Hessischer Landtag) är det tyska förbundslandet Hessens lagstiftande församling. 
Lantdagen sammanträder sedan grundandet 1946 i stadsslottet i Wiesbaden.

## Uppgifter
Lantdagen fungerar som parlament på delstatsnivå, stiftar lagar och väljer Hessens ministerpresident som leder delstatsregeringen, samt godkänner förbundslandets budget.
Dess funktion regleras i artiklarna 75 till 99 i Hessens författning.

## Val
Val till lantdagen skedde fram till 2003 vart fjärde år, men sedan 2003 är mandatperioden normalt fem år. Lantdagen kan upplösa sig själv i förtid och driva igenom ett nyval genom en omröstning med absolut majoritet.
Val till lantdagen sker enligt samma princip som valet till Tysklands förbundsdag. Hessen indelas i 55 valkretsar. Röstberättigad är varje tysk medborgare som är minst 18 år och som varit folkbokförd i Hessen i minst tre månader på valdagen. Varje väljare avger två röster, där den första rösten är en personvalsröst på kandidater i den lokala valkretsen. Kandidaten med flest personröster i sin valkrets direktväljs till lantdagen. De återstående 55 mandaten fördelas mellan partiernas listor enligt fördelningen av andrarösterna, så att partierna inräknat personvalda kandidater uppnår proportionell representation i hela förbundslandet. För listvalet gäller en femprocentsspärr för ett partis representation i lantdagen, och mandaten fördelas mellan kvalificerade partier enligt Hamiltonmetoden, även kallad största rest-metoden. Om mandatfördelningen i personvalet utfallit så att ett partis personvalda mandat överstiger det proportionella antal mandat som det uppnått i listvalet, uppstår så kallade överhängsmandat. Detta kompenseras genom att utjämningsmandat fördelas mellan övriga partier till dess att proportionell representation uppnåtts, så att antalet mandat varierar mellan mandatperioderna men är som lägst 110.

### Valresultat
Röstandel i procent, antal mandat inom parentes.
| Val  | CDU        | SPD        | FDP        | Grüne      | Die Linke | AfD         | övriga    |
| ---- | ---------- | ---------- | ---------- | ---------- | --------- | ----------- | --------- |
| 2003 | 48,8% (56) | 29,1% (33) | 7,9% (9)   | 10,1% (12) | (-)       | (-)         | 4,1% (-)  |
| 2008 | 36,8% (42) | 36,7% (42) | 9,4% (11)  | 7,5% (9)   | 5,1% (6)  | (-)         | 4,4% (-)  |
| 2009 | 37,2% (46) | 23,7% (29) | 16,2% (20) | 13,7% (17( | 5,4% (6)  | (-)         | 3,8% (-)  |
| 2013 | 38,3% (47) | 30,7% (37) | 5,0% (6)   | 11,1% (14) | 5,2% (6)  | 4,1% (0)    | 5,5% (-)  |
| 2018 | 27,0% (40) | 19,8% (29) | 7,5% (11)  | 19,8% (29) | 6,3% (9)  | 13,1 % (19) | 6,5 % (-) |
| 2023 | 34,6% (52) | 15,1% (23) | 5,0% (8)   | 14,8% (22) | 3,1% (0)  | 18,4% (28)  | 8,9% (-)  |